# 須磨佳津江
須磨 佳津江（すま かつえ〈旧姓：井出〉、1949年5月13日 - ）は、日本のフリーアナウンサー、ジャーナリスト。元NHKアナウンサー。

## 経歴
東京都出身。女子学院高等学校、東京女子大学卒業後、1972年にNHKにアナウンサーとして入局、朝の報道ワイドショー番組『スタジオ102』でデビュー。同期に小宮山洋子がいる。
1976年に結婚退職してフリーランスとなり、以降はNHKの番組を中心に『テレマップ』『ニュースの窓』『婦人百科』『ラジオジャパン土曜ワイド』などのキャスターを務めた。初のパソコン入門番組である『趣味講座・マイコン入門』の初代女性司会者でもある。園芸、特にガーデニングに造詣が深いことから、『趣味の園芸』では1994年から1999年3月まで5年間にわたって司会を務め、2005年3月までの11年にわたっても不定期に司会を担当した。また、2000年10月のLaLa TV開局時には同局の様々な番組に出演し、司会などを務めた。
その後はNHKの番組に出演するほか、各地域の緑のコンテストやコンクールの審査員、シンポジウムコーディネーター、インタビュアー、エッセイ執筆、講演、ナレーション、司会など、多方面で活動している。全国都市緑化フェアを共催する公益財団法人都市緑化機構の評議員も務める。
2016年5月19日、明治座で開催された『平成27年度JA共済優績組合表彰式』で司会を務めた。

## 現在の出演番組
- ラジオ深夜便（2003年5月 - 、NHKラジオ第1・NHK-FM） - 第2・4週火曜アンカー[注釈 2]
  - 定時のアンカーとは別に、五木寛之をパーソナリティーに迎えた月1回のトークコーナー「わが人生の歌がたり」（2005年度から2009年度まで）、「歌の旅びと」（2011年度から2014年度まで）のアシスタントも務めた。

## 過去の出演番組
井出 佳津江時代
- 婦人グラフ（総合）
- 年末年始特集番組紹介（1972年12月31日、総合） - ナビゲーター
- スタジオ102（1973年4月2日 - 1976年4月3日、総合） - 司会

須磨 佳津江時代
- 母と子のスキー教室（1977年1月4日 - 8日、総合） - 司会
- 女性手帳（1977年2月14日 - 7月15日、総合） - きき手
- みんなの科学（1977年3月14日、総合） - きき手
- 趣味講座 マイコン入門（1982年4月7日 - 1983年3月30日、教育） - 司会
- NHK教養セミナー（1985年2月21日、教育） - 司会
- 常識・博識・健康情報（1987年5月4日、アナログ衛星第1・総合）
- 働き盛りのための健康トーク（1989年10月2日、総合）
- NHKスペシャル（1991年2月9日、総合） - キャスター
- あなたのチャンネル（1991年、総合）
- 放送記念日スペシャル（1992年3月21日、アナログ衛星第1） - 司会
- 新春外国語博物誌（1993年1月1日 - 3日、ラジオ第2） - 司会
- 趣味の園芸（1994年4月24日 - 2005年3月19日、教育）
- テレマップ（1994年8月2日 - 30日、総合）
- 25000鉢の菊が美を競う（1994年11月5日、アナログ衛星第2）
- ぼくの絵わたしの絵（1995年3月22日 - 24日、教育） - 司会
- 世界らん展日本大賞（1996年 - 2009年）
  - その美の世界（1996年2月24日、アナログ衛星第2） - 司会
  - 魅惑の美（1997年2月22日、アナログ衛星第2）
  - 華麗なその世界（1998年2月21日、アナログ衛星第2）
  - 美の競演（2001年2月24日、デジタル衛星ハイビジョン・デジタル衛星第2）
  - 華麗なるらんの祭典（2003年2月22日、デジタル衛星ハイビジョン・デジタル衛星第2）
  - らん魅惑の交響曲（2004年2月21日、デジタル衛星ハイビジョン・デジタル衛星第2）
  - 華麗なる らんの世界（2005年2月19日、デジタル衛星ハイビジョン・デジタル衛星第2）
  - 美の彩り らん（2006年2月18日、デジタル衛星第2） - リポーター
  - 2007（2007年2月24日、デジタル衛星第2） - リポーター
  - 2008（2008年2月23日、デジタル衛星第2） - リポーター
  - 2009（2009年2月13日、デジタル衛星第2） - リポーター
- ボランティア社会への模索（1996年3月23日、総合）
- あした感じる・NHKの新年度番組（1996年3月24日、総合）
- '97NHKの新番組「きもち、ピピッ」（1997年3月30日、総合）
- '98NHKの新番組「こころが“ぽっ”」（1998年3月29日、アナログ衛星第2・総合）
- BSフォーラム（1999年7月24日 - 10月30日、アナログ衛星第1） - 司会
- 作家・五木寛之が語る 日本人の愛唱歌（2006年7月17日・11月23日・2007年7月16日、ラジオ第1）
- 趣味の園芸プラス（2008年4月11日、総合）
- ラジオ特集〜作家・五木寛之の“歌の旅びと”（2011年3月21日、ラジオ第1） - 司会
- ラジオ音楽便〜にっぽんの歌こころの歌〜（2013年8月24日、ラジオ第1） - 司会
- オールナイトニッポン MUSIC10（2024年1月29日・2025年2月6日、ニッポン放送）[注釈 3]

## 主な著作
- 須磨佳津江「随想 花と緑がもつ不思議な魔力 (テーマ 参画社会と緑のまちづくり)」『公園緑地』第64巻第1号、日本公園緑地協会、2003年5月、5-7頁、ISSN 0287-9034。
- 『心に花を咲かせて』（2005年、NHK出版）
- 『花が好き!自然が好き!』（2014年、NHKサービスセンター）
『ラジオ深夜便』では毎月第2週ないし第3週の午前1時台（週末を除く）のコーナーをアンカーが企画立案・制作する仕組みがある。須磨は趣味を生かし「花が好き!自然が好き!」というインタビューコーナーを制作し毎月3週目の火曜日に放送。その内容が単行本としてまとめられた[8]。